# Mundialito per club di beach soccer 2017
Il Mundialito per club di beach soccer 2017 è la 5ª edizione di questo torneo.

## Squadre partecipanti
Sono otto le squadre che partecipano all’edizione di quest’anno, come in quella precedente:
| Confederazione | Squadra                                       |
| -------------- | --------------------------------------------- |
| AFC            | Pars Jonoubi                                  |
| CONMEBOL       | Rosario Central Botafogo Corinthians Flamengo |
| UEFA           | Sporting CP BSC Lokomotiv Moskva Levante      |

## Fase a gironi
Il sorteggio per i due giorni è stato effettuato il 21 ottobre 2013.

### Group A
| Squadra              | G | V | V+ | Vp | P | GF | GS | GD  | Pnt |
| -------------------- | - | - | -- | -- | - | -- | -- | --- | --- |
| BSC Lokomotiv Moskva | 3 | 3 | 0  | 0  | 0 | 20 | 6  | +14 | 9   |
| Corinthians          | 3 | 2 | 0  | 0  | 1 | 10 | 10 | 0   | 6   |
| Botafogo             | 3 | 1 | 0  | 0  | 2 | 11 | 16 | -5  | 3   |
| Sporting CP          | 3 | 0 | 0  | 0  | 3 | 6  | 15 | -9  | 0   |

### Gruppo B
| Squadra         | G | V | V+ | Vp | P | GF | GS | GD  | Pnt |
| --------------- | - | - | -- | -- | - | -- | -- | --- | --- |
| Pars Jonoubi    | 3 | 2 | 0  | 0  | 1 | 20 | 15 | +6  | 6   |
| Flamengo        | 3 | 2 | 0  | 0  | 1 | 16 | 9  | +7  | 6   |
| Levante         | 3 | 2 | 0  | 0  | 1 | 13 | 13 | 0   | 6   |
| Rosario Central | 3 | 0 | 0  | 0  | 3 | 5  | 17 | -12 | 0   |

## Finali

### Finale 7º-8º posto
| Squadra 1       | Risultato | Squadra 2   |
| --------------- | --------- | ----------- |
| Rosario Central | 5-4       | Sporting CP |

### Finale 5º-6º posto
| Squadra 1 | Risultato     | Squadra 2 |
| --------- | ------------- | --------- |
| Levante   | 4-4 (3-1 dcr) | Botafogo  |

### Finale 3º-4º posto
| Squadra 1   | Risultato | Squadra 2 |
| ----------- | --------- | --------- |
| Corinthians | 3-2       | Flamengo  |

### Finale
| Squadra 1            | Risultato | Squadra 2    |
| -------------------- | --------- | ------------ |
| BSC Lokomotiv Moskva | 5-4       | Pars Jonoubi |

## Classifica Finale
| Pos | Team                 |
| --- | -------------------- |
| 1   | BSC Lokomotiv Moskva |
| 2   | Pars Jonoubi         |
| 3   | Corinthians          |
| 4   | Flamengo             |
| 5   | Levante              |
| 6   | Botafogo             |
| 7   | Rosario Central      |
| 8   | Sporting CP          |